# オッファー曲線
オッファー曲線 (オッファーきょくせん、offer curve) とは、2つの財を取引する経済主体（国家や消費者など）が、相対価格の変化に応じて一方の財をどれだけ差し出し（輸出）他方の財をどれだけ受け取るか（輸入）を示した曲線である 。
国際経済学では「相互需要曲線 (reciprocal demand curve)」とも呼ばれ、2国間貿易の均衡交易条件や貿易量を図示的に決定する分析に用いられる。
オッファー曲線はミクロ経済学の一般均衡分析を基礎とし、消費者・生産者の最適選択や比較優位を背景に、古典派から現代まで国際貿易理論の発展に大きく寄与してきた。

## 定義と理論的背景
オッファー曲線は、ある経済主体が2財（たとえば財 {\displaystyle X_{1}} と財 {\displaystyle X_{2}}）を保有するとき、価格比の変化に従って最適に選択する消費・供給点の軌跡を示す。具体的には、価格比（{\displaystyle p_{1}/p_{2}}）の下で予算制約や生産可能性の制約を考慮した最適化問題を解くと、各価格比に対応する消費点や（必要な場合は）生産点が決まる。これを連続的に変化させると、{\displaystyle X_{1}} – {\displaystyle X_{2}} 平面上に主体ごとの軌跡が得られ、これがオッファー曲線となる。
このとき、消費者理論の文脈では需要の価格弾力性が反映され、生産者理論の文脈では生産可能性フロンティア（PPF）と無差別曲線の接点が移動する。オッファー曲線上の各点は、バランスの取れた貿易（輸出額と輸入額の均衡）を満たす点であり、さらに限界代替率 (MRS) が価格比に等しくなることによって導出される。

## 数式による導出
純粋交換を想定した2財経済の代表的な消費者（もしくは国）を例にとる。消費者が保有する初期財を {\displaystyle E1,E2}、財の価格を p1, p2、効用関数を U(X1, X2) とすると、最適化問題は以下の通りである。
予算制約: {\displaystyle p_{1}X_{1}+p_{2}X_{2}=p_{1}E_{1}+p_{2}E_{2}}
効用最大化条件: {\displaystyle MRS_{1}2={\frac {(\partial U/\partial X1)}{(\partial U/\partial X2)}}={\frac {p_{1}}{p_{2}}}}
この結果得られる需要関数 {\displaystyle X_{1}(p_{1},p_{2}),X_{2}(p_{1},p_{2})} を描画したとき、各価格比に対応する点の軌跡がオッファー曲線である。ここでは、オッファー曲線上にある点ほど相対価格に応じた最適消費や最適貿易パターンを示し、輸出と輸入のバランスが維持される。

## 歴史的背景と理論の発展
オッファー曲線の概念は、国際貿易における比較優位論を需要面から補完しようとする過程で生まれた。デヴィッド・リカードは『経済学および課税の原理』（1817年）で生産費に基づく貿易パターンの決定を主眼としたが、交易条件の具体的な決定には需要の考察が不十分だった。ジョン・スチュアート・ミルは「相互需要の法則」を提唱し、2国の需要関係こそが交易条件をどこに定めるかを決める要因だと示唆した。
その後、アルフレッド・マーシャルは1879年の草稿において、ミルの相互需要の概念を幾何学的に表現してオッファー曲線（相互需要曲線）の図示を試みた。フランシス・イシドロ・エッジワースは1890年代に無差別曲線との併用を進め、関税政策や貿易の厚生分析に応用。アバ・ラーナーは1930年代に最適関税の理論や輸出税・輸入関税の対称命題を提示し、オッファー曲線による政策効果の図解を展開した。第二次大戦後、ジェームズ・ミードが一般均衡の枠組みでオッファー曲線を活用し、国際貿易の理論的整合性と福祉分析を深めた。

## 国際貿易における応用
国際経済学の標準的な2国2財モデルでは、両国のオッファー曲線を同じグラフ上に描き、その交点を貿易均衡点として求める。この交点で決まる価格比（交易条件）が両国の輸出・輸入量を一致させ、貿易収支の均衡をもたらす。例えばリカードモデルでは、価格比は両国の機会費用の間に位置し、各国が比較優位のある財を輸出することで双方が利益を得る構造が示される。
ヘクシャー＝オリーンモデルなどでも生産可能性フロンティア (PPF) と無差別曲線を用いて各国のオッファー曲線を導出し、そこから貿易パターンや政策効果（関税・補助金・技術進歩など）を幾何学的に分析する。オッファー曲線の移動は、技術革新や嗜好の変化が貿易量や交易条件に与える影響を視覚的に示す手段となる。

## 消費者理論・生産者理論における応用
純粋交換経済のエッジワース・ボックスにおいて、2人の消費者が最適消費を選択した際に得られる点の集合が、それぞれのオッファー曲線である。互いのオッファー曲線の交点は競争均衡点を与え、その点はパレート効率的となる。一方、生産者理論では、PPFと社会的な効用無差別曲線との接点が価格比に応じて動くことで、オッファー曲線が得られる。
このようにオッファー曲線は、消費者理論の「価格消費曲線」や「需要曲線」、あるいは生産者理論の「供給曲線」とも密接に関連しており、ミクロ経済学の一般均衡フレームワークで需要と供給を統合的に理解する手段として位置付けられている。

## 現代経済分析における意義
多財・多国間モデルにおいては数学的な超過需要関数で均衡を論じることが多いが、2財モデルを扱う際はオッファー曲線が依然として直観的な図解手段として利用される。政策ショック（関税、技術発展、需要変化など）の影響を示す際にも、オッファー曲線をシフトさせたり交点の移動を追うことで、貿易条件の変化と厚生水準の変化を視覚的に解説できる。オッファー曲線は、国際貿易論やミクロ経済学の教育の場で重要な役割を果たし続けており、理論の歴史を理解する上でも学術的価値が高いとされる。